# Chief Happiness Officer
Chief Happiness Officer (CHO) bezeichnet im englischsprachigen Raum eine Führungskraft in einem Unternehmen. Der CHO kümmert sich auf strategischer Ebene um das Wohlbefinden der Mitarbeiter. Auch in Frankreich beschäftigen viele große Unternehmen einen CHO (französisch: responsable du bonheur, wörtlich: „Verantwortlicher für das Glück“).
Zu den sozialen Kompetenzen eines CHO zählen die Fähigkeiten, das Beste aus den Menschen herauszuholen, Probleme zu verstehen und Lösungen anbieten, die das Wohlbefinden optimieren.
Aufgabe des CHO ist es, das Wohlergehen der Mitarbeiter zu einem strategischen Unternehmensziel werden zu lassen. Studien belegen, dass zufriedene Mitarbeiter produktiver sind als unzufriedene, und damit zum Unternehmenserfolg beitragen. Es gibt auch CHOs mit weniger hohen Ansprüchen. Sie „sind eine Mischung aus der altbekannten guten Seele, dem Hausmeister und dem Personalreferenten.“
Die Einrichtung der Position des Chief Happiness Officers in einem Unternehmen steht auch in der Kritik. Der Wirtschaftswissenschaftler Nicolas Bouzou und die Philosophin Julia de Funès schreiben: „Die Behauptung, Glück sei eine Voraussetzung fürs Arbeiten, ist nichts als Tyrannei.“